# Таситано (Козенца)
Таситано је насеље у Италији у округу Козенца, региону Калабрија.
Према процени из 2011. у насељу је живело 97 становника. Насеље се налази на надморској висини од 1238 м.